# I'm Bugged at My Ol' Man
«I'm Bugged at My Ol' Man» es una canción escrita por Brian Wilson para la banda de rock estadounidense The Beach Boys. Fue editada en su álbum Summer Days (and Summer Nights!!) de 1965. Sin embargo, cuando Summer Days fue reeditado a principios de los 70 reetitulado como California Girls, la pista fue cambiada de orden.

## Composición
"Im Bugged at My Ol 'Man" se inspiró en la tensa relación de Brian Wilson con su padre, Murry. Era un hecho conocido que Murry Wilson era un padre abusivo con sus hijos, se sabe que en una ocasión golpeó a Brian con una tabla de 2x4 en la cabeza provocandole la pérdida de audición en el oído derecho. En la canción, el padre del cantante usa castigos extremos para reprender incidentes menores, lo que provoca que el cantante se encierre en su habitación, sin su tabla de surf y radio que han sido incautados por el padre, su cabello cortado y una magra ración de comida es el único alimento para él.
En las notas originales de la contraportada, el vocalista mencionado es: "con demasiada vergüenza".

## Crítica
El crítico de AllMusic, Thomas Ward, dijo sobre la canción: "'I'm Bugged en My Ol 'Man' es una de las canciones menos complejas en el canon de The Beach Boys, pero no está exenta de sus encantos, aunque el líder del grupo, Brian Wilson se avergonzó demasiado para acreditarse en el álbum como cantante. Lo que es esencialmente un estilo boogie como de Fats Domino y algunas letras horribles. ('Can't drive, can't do a doggone thing/I'm bugged at my ol' man/And he doesn't even know where it's at') al menos se hace soportable al tocar un piano maravillosamente primitivo y, A decir verdad, un puente cliché pero magnífico que tiene el sello de Brian Wilson por todas partes.
El autor Peter Ames Carlin describió la canción como "un número de blues de piano fuera de norma" y "una de las piezas más raras de humor que jamás aparezcan en el álbum de nadie".

## Créditos
- Brian Wilson – piano, voz
- Carl Wilson – voz
- Dennis Wilson – voz
- Marilyn Wilson – voz